# Photonews
Photonews – Zeitung für Photographie ist ein deutsches Fotomagazin, das zehnmal jährlich erscheint, davon zweimal als Doppelnummer. Es wurde im Februar 1989 von Denis Brudna gegründet, seit der zweiten Ausgabe bis in die Gegenwart bildet er mit Anna Gripp – ergänzt um zahlreiche freie Autoren – die Redaktion des Magazins, das im Photonews Verlag Brudna/Gripp GbR mit Sitz in Hamburg erscheint. Das großformatige Magazin ist im deutschsprachigen Zeitschriften- und Bahnhofsbuchhandel erhältlich, in Museen und Galerien, in ausgewählten Kiosken sowie direkt im Abonnement.
Photonews hat das Ziel, „das fotografische Bild und die kulturellen Aspekte des Mediums in den Mittelpunkt zu stellen“. Einen großen Teil der Strecke bilden Fotografen-Portfolios, daneben Ausstellungsberichte, Interviews sowie Essays. Ergänzt werden diese um Berichte über Festivals, Messen, Symposien und Wettbewerbe, gelegentlich auch Aspekte zu Studien- und Berufsfragen, Bildrechten und Technik. Die Zielgruppe bilden dabei neben Fotografen aus den Bereichen der Werbung, der Kunst, der Mode und des Journalismus auch Redakteure, Pädagogen, Sammler, Galeristen, Kunst- und Fotohistoriker, Kuratoren und sonstige Fotografieinteressierte.